# コバンモチ
コバンモチ（Elaeocarpus japonicus Siebold et Zucc.）はホルトノキ科の樹木。枝先に長い柄のある楕円形の葉をつける。

## 特徴
常緑性の中高木。樹高は5～7mになる。沖縄ではより大きくなるのか、樹高15m、直径80cmに達するとの記述がある。幹の上の方でよく枝を出して幅広く丸い樹冠を形成する。樹皮は灰色から灰褐色で、滑らかになっているが、そこに目立たない皮目が多数あってそれが連なって細かなちりめん模様になっている。小枝は灰褐色か緑色をしており、若い枝は緑色で白い伏した毛が疎らにある。小枝ややや太めで葉跡がある。
葉は互生する。葉柄は長さ2～5cmで毛はなく、その先端の葉身に続く部分が少し膨らんでいる。またこの葉柄の先端部は赤みを帯びる。葉身は長さ5-10cm、幅は3～5cm(時に2.5cm)あって、円形から長楕円形で先端は突き出して尖り、基部は円形から鈍い角度に狭まる形になっており、葉の縁には背の低い鈍く尖った鋸歯が並ぶ。葉質は革質で、若い時には葉の表裏の両面共に伏した毛が密生しているが、次第に表の面は無毛になる。葉の表側は深緑で光沢を持つが、古くなったものや日当たりの具合で赤みを帯びる。葉の裏側は淡緑色でやや灰白色を帯び、まばらに黒点がある。葉の側脈は4～7対あって裏面に突き出しており、また脈腋に膜質の水かきのような形の付属物が出来る。
花期は5～6月。雌雄異株で、花は前年の枝の葉腋から花序を出す。花序は長さが4～6cm程度の枝に十数個の花をつける総状花序の形を取る。花は花序枝のやや片方によって着く。花の柄には毛があって長さは4～6mm、花は下向きに咲く。萼片は5個あり、長さは約4mm、披針形で先端は鋭く尖った形で、伏せた毛が密生している。花弁も5個あって長さは萼片とほぼ同じか、僅かに長くて淡緑黄色をしている。形はくさび状倒披針形で、先端近くに3～5個の歯状の突出部があり、また両面にまばらに毛がある。雄しべは多数あって長さは2.5mmほど、花糸は短く、葯は線形で長さ2mmほどで、先端の方から縦に裂ける。雌しべは長さが約2mm、子房は卵形で白く、花柱は細くて直立しており、先端は頭状となっている。果実は楕円形の核果となっており、長さは1cm程で秋から冬に熟し、黒紫色となる。
和名については牧野原著(2017)には『葉がモチに似ているが、ずっと広いので小判形にたとえたもの』との説が紹介されているが、特にモチノキに似ているとは思われず、そもそも葉の形が違うならどこが似ているのだ、という話で納得しがたい。

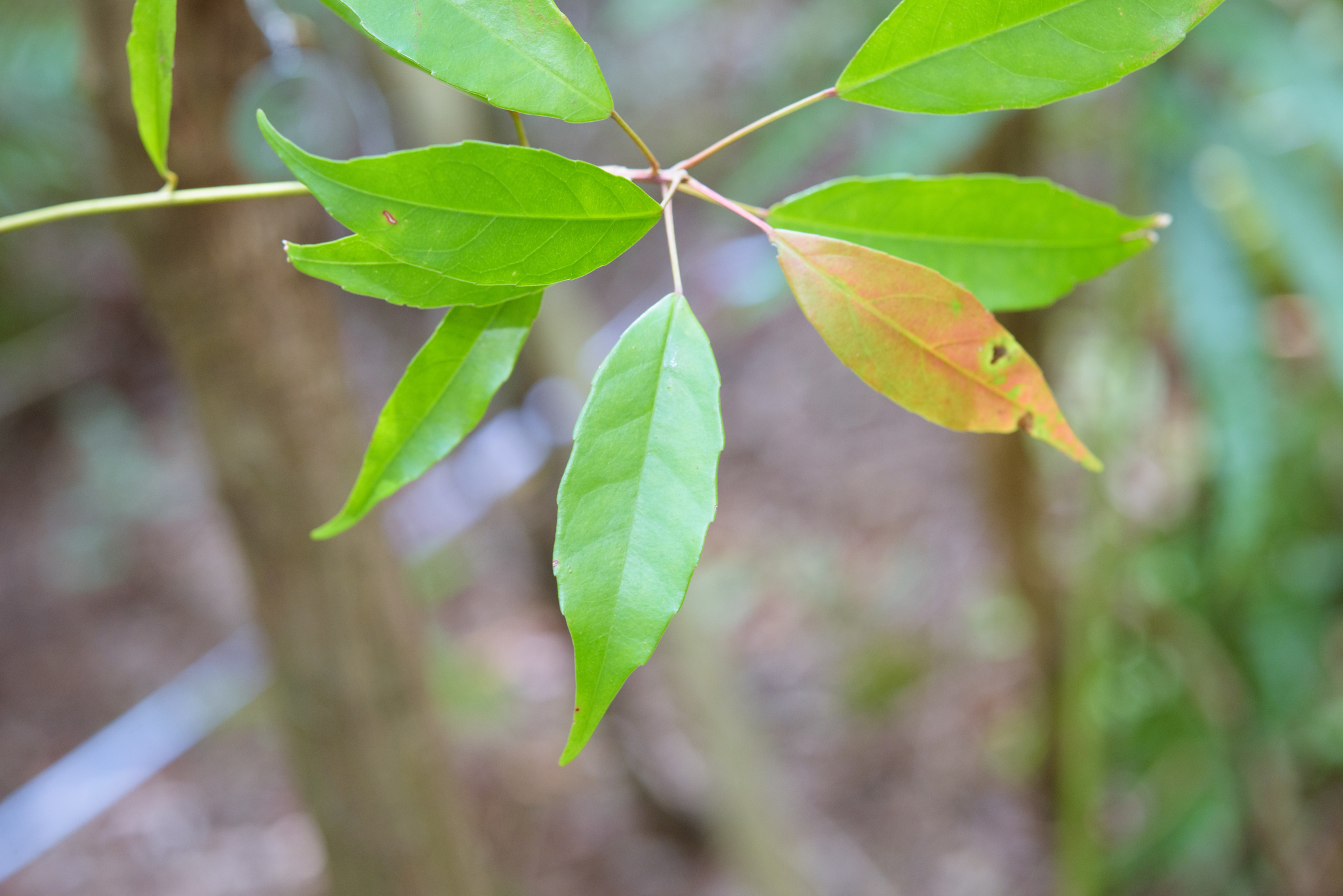
枝先と葉の様子
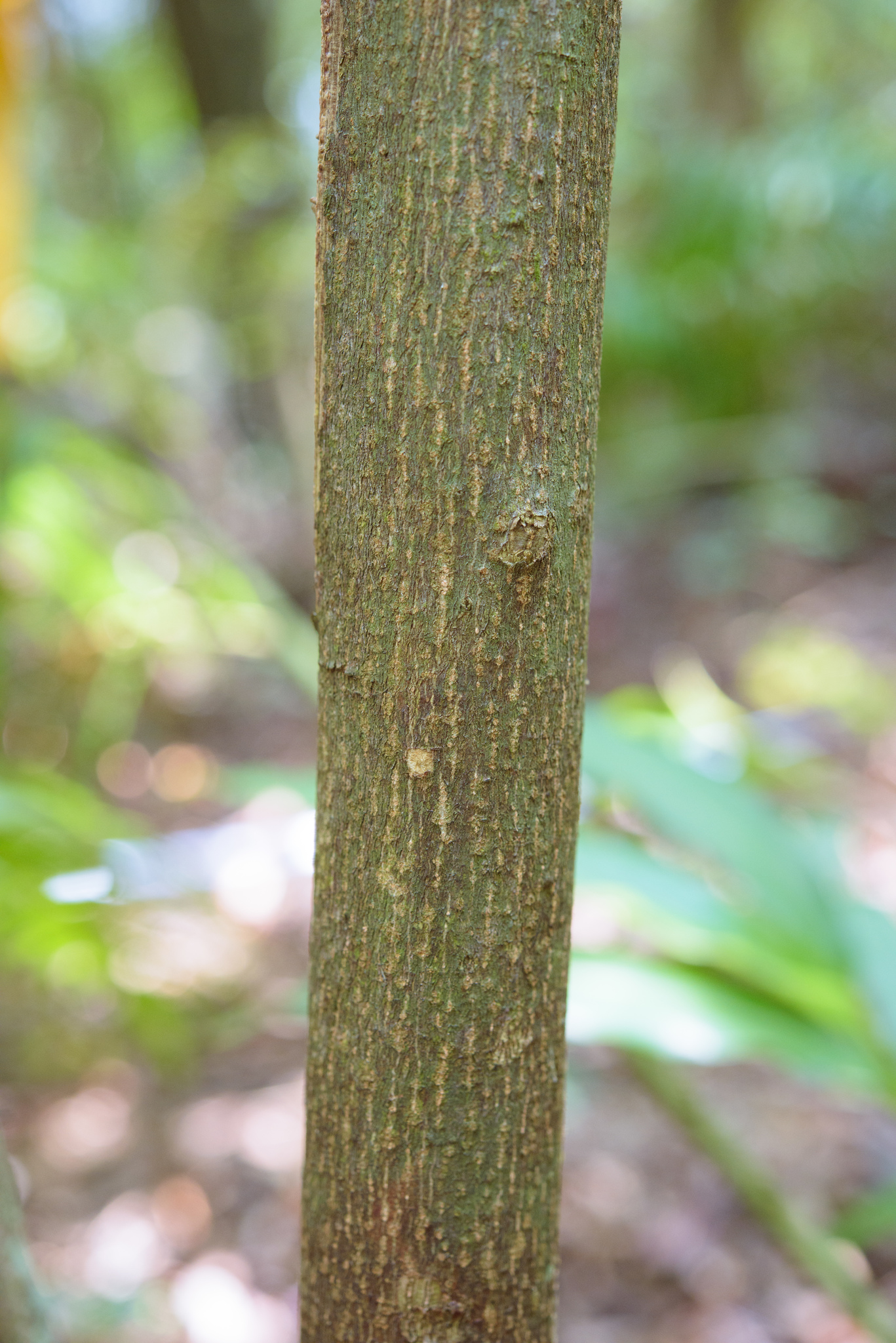
若枝の樹皮
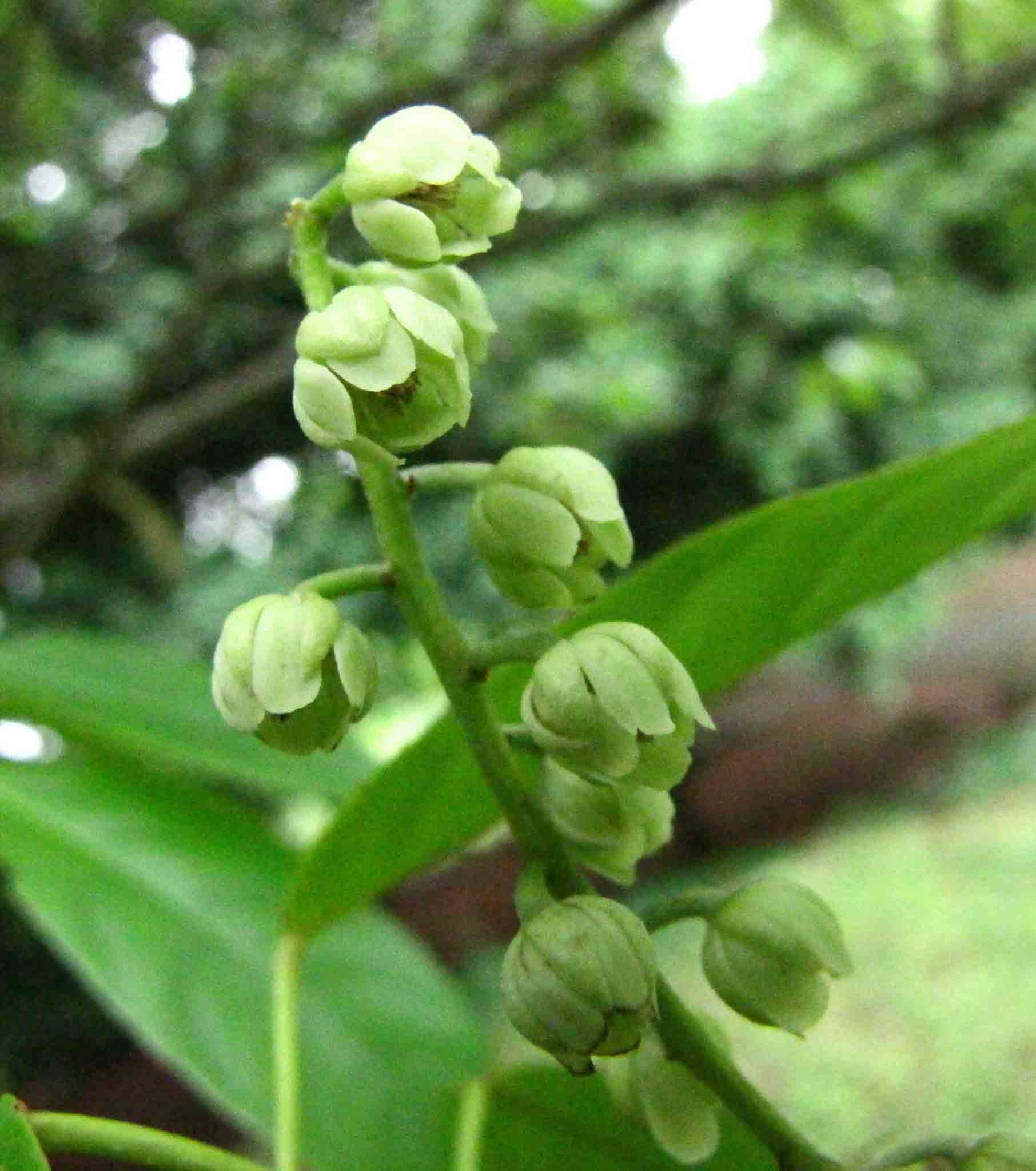
開花中の花序

## 分布と生育環境
日本では本州の紀伊半島と中国地方西部、四国、九州と琉球列島に分布し、国外では台湾、中国から知られる。
常緑広葉樹林内に生えるが、特にやや湿った場所を好み、谷間の湿潤な地域に多く見られる。

## 分類など
本種の所属するホルトノキ属には世界に200種、日本には4種がある。この内のシマホルトノキ E. photiniifolius は小笠原諸島の固有種で、ナガバコバンモチ E. multiforus は日本では八重山諸島のみに分布する。本土で見られるものにはホルトノキ E. zollingeri があるが、この種は葉は倒卵状披針形から長楕円状披針形で葉柄が15mm程度しかない。

## 保護の状況
環境省のレッドデータブックには指定がなく、県別でも島根県で準絶滅危惧種の指定があるのみである。